# Adrien Robinson
Adrien Robinson (Indianapolis, 23 settembre 1988) è un ex giocatore di football americano statunitense che ha giocato nel ruolo di tight end. Fu scelto nel corso del quarto giro (127º assoluto) del Draft NFL 2012 dai Giants. Al college ha giocato a football a Cincinnati.

## Carriera professionistica

### New York Giants
Il 28 aprile 2012, Robinson fu scelto nel corso del quarto giro del Draft 2012 dai New York Giants. L'8 maggio, il giocatore firmò un contratto quadriennale con la franchigia del valore di 2,48 milioni di dollari, compresi 385.652 di bonus alla firma. Nella sua stagione da rookie disputò 2 partite, senza ricevere alcun passaggio.

## Vittorie e premi
Nessuno

## Statistiche
| Partite totali         | 2 |
| Partite da titolare    | 0 |
| Yard ricevute          | 0 |
| Touchdown su ricezione | 0 |